# Moon Over Naples
Moon over Naples is een instrumentale single uit 1965, gecomponeerd en uitgevoerd door de Duitse bandleider Bert Kaempfert (ofwel: Bert Kaempfert and his Orchestra). Het nummer was het eerste nummer van zijn album The Magic Music of Far Away Places uit 1965. Kort daarna bracht Al Martino een vocale versie van het nummer uit, onder de titel Spanish Eyes.
Eerst werd het nummer in 1965 uitgebracht door Decca Records als instrumentale versie op Kaempferts album The Magic Music of Far Away Places. Het stuk bereikte nummer 59 in de Billboard Hot 100-hitlijsten en nummer 1 in de Billboard Easy Listening Charts. Bert Kaempfert won in 1968 een BMI Award voor de compositie.

## Hitnoteringen  (versie van Bert Kaempfert)

### Nederlandse Top 40
| Hitnotering: 02-04-1966 t/m 04-06-1966 | Hitnotering: 02-04-1966 t/m 04-06-1966 | Hitnotering: 02-04-1966 t/m 04-06-1966 | Hitnotering: 02-04-1966 t/m 04-06-1966 | Hitnotering: 02-04-1966 t/m 04-06-1966 | Hitnotering: 02-04-1966 t/m 04-06-1966 | Hitnotering: 02-04-1966 t/m 04-06-1966 | Hitnotering: 02-04-1966 t/m 04-06-1966 | Hitnotering: 02-04-1966 t/m 04-06-1966 | Hitnotering: 02-04-1966 t/m 04-06-1966 | Hitnotering: 02-04-1966 t/m 04-06-1966 | Hitnotering: 02-04-1966 t/m 04-06-1966 |
| Week                                   | 1                                      | 2                                      | 3                                      | 4                                      | 5                                      | 6                                      | 7                                      | 8                                      | 9                                      | 10                                     |                                        |
| -------------------------------------- | -------------------------------------- | -------------------------------------- | -------------------------------------- | -------------------------------------- | -------------------------------------- | -------------------------------------- | -------------------------------------- | -------------------------------------- | -------------------------------------- | -------------------------------------- | -------------------------------------- |
| Positie:                               | 33                                     | 23                                     | 21                                     | 22                                     | 18                                     | 20                                     | 24                                     | 31                                     | 35                                     | 36                                     | uit                                    |

## Covers (Spanish Eyes)
De vroegste vocale versie werd in 1965 door Freddy Quinn opgenomen met de titel Spanish Eyes en kort na het uitbrengen van de single van de markt gehaald toen Polydor (het label van Quinn) en Decca (het label van Kaempfert) dreigden met een rechtszaak, omdat ze de eigendom van het nummer claimden. Een versie van Sergio Franchi met teksten van Charles Singleton werd eind 1965 opgenomen met de titel Moon over Naples, maar haalde geen successen.
Het zou in 1966 een hit worden voor Al Martino toen een nieuwe set teksten werd geschreven door componist Eddie Snyder, nu getiteld Spanish Eyes. (Alle volgende versies gebruikten deze titel en vermeldden nu zowel Singleton als Snyder onder de aftiteling).
Als Spanish Eyes en Ojos de España werd het nummer vele malen gecoverd, onder meer door Elvis Presley, Engelbert Humperdinck, Willie Nelson, Julio Iglesias, Wayne Newton en Faith No More.

## Hitnoteringen  (versie van Al Martino)

### Nederlandse Top 40
| Hitnotering: (Week 1 t/m 13) 26-03-1966 t/m 18-06-1966 Hitnotering: (Week 14 t/m 19) 30-09-1967 t/m 04-11-1967 | Hitnotering: (Week 1 t/m 13) 26-03-1966 t/m 18-06-1966 Hitnotering: (Week 14 t/m 19) 30-09-1967 t/m 04-11-1967 | Hitnotering: (Week 1 t/m 13) 26-03-1966 t/m 18-06-1966 Hitnotering: (Week 14 t/m 19) 30-09-1967 t/m 04-11-1967 | Hitnotering: (Week 1 t/m 13) 26-03-1966 t/m 18-06-1966 Hitnotering: (Week 14 t/m 19) 30-09-1967 t/m 04-11-1967 | Hitnotering: (Week 1 t/m 13) 26-03-1966 t/m 18-06-1966 Hitnotering: (Week 14 t/m 19) 30-09-1967 t/m 04-11-1967 | Hitnotering: (Week 1 t/m 13) 26-03-1966 t/m 18-06-1966 Hitnotering: (Week 14 t/m 19) 30-09-1967 t/m 04-11-1967 | Hitnotering: (Week 1 t/m 13) 26-03-1966 t/m 18-06-1966 Hitnotering: (Week 14 t/m 19) 30-09-1967 t/m 04-11-1967 | Hitnotering: (Week 1 t/m 13) 26-03-1966 t/m 18-06-1966 Hitnotering: (Week 14 t/m 19) 30-09-1967 t/m 04-11-1967 | Hitnotering: (Week 1 t/m 13) 26-03-1966 t/m 18-06-1966 Hitnotering: (Week 14 t/m 19) 30-09-1967 t/m 04-11-1967 | Hitnotering: (Week 1 t/m 13) 26-03-1966 t/m 18-06-1966 Hitnotering: (Week 14 t/m 19) 30-09-1967 t/m 04-11-1967 | Hitnotering: (Week 1 t/m 13) 26-03-1966 t/m 18-06-1966 Hitnotering: (Week 14 t/m 19) 30-09-1967 t/m 04-11-1967 | Hitnotering: (Week 1 t/m 13) 26-03-1966 t/m 18-06-1966 Hitnotering: (Week 14 t/m 19) 30-09-1967 t/m 04-11-1967 | Hitnotering: (Week 1 t/m 13) 26-03-1966 t/m 18-06-1966 Hitnotering: (Week 14 t/m 19) 30-09-1967 t/m 04-11-1967 | Hitnotering: (Week 1 t/m 13) 26-03-1966 t/m 18-06-1966 Hitnotering: (Week 14 t/m 19) 30-09-1967 t/m 04-11-1967 | Hitnotering: (Week 1 t/m 13) 26-03-1966 t/m 18-06-1966 Hitnotering: (Week 14 t/m 19) 30-09-1967 t/m 04-11-1967 | Hitnotering: (Week 1 t/m 13) 26-03-1966 t/m 18-06-1966 Hitnotering: (Week 14 t/m 19) 30-09-1967 t/m 04-11-1967 | Hitnotering: (Week 1 t/m 13) 26-03-1966 t/m 18-06-1966 Hitnotering: (Week 14 t/m 19) 30-09-1967 t/m 04-11-1967 | Hitnotering: (Week 1 t/m 13) 26-03-1966 t/m 18-06-1966 Hitnotering: (Week 14 t/m 19) 30-09-1967 t/m 04-11-1967 | Hitnotering: (Week 1 t/m 13) 26-03-1966 t/m 18-06-1966 Hitnotering: (Week 14 t/m 19) 30-09-1967 t/m 04-11-1967 | Hitnotering: (Week 1 t/m 13) 26-03-1966 t/m 18-06-1966 Hitnotering: (Week 14 t/m 19) 30-09-1967 t/m 04-11-1967 | Hitnotering: (Week 1 t/m 13) 26-03-1966 t/m 18-06-1966 Hitnotering: (Week 14 t/m 19) 30-09-1967 t/m 04-11-1967 | Hitnotering: (Week 1 t/m 13) 26-03-1966 t/m 18-06-1966 Hitnotering: (Week 14 t/m 19) 30-09-1967 t/m 04-11-1967 |
| Week | 1 | 2 | 3 | 4 | 5 | 6 | 7 | 8 | 9 | 10 | 11 | 12 | 13 | | 14 | 15 | 16 | 17 | 18 | 19 | |
| --- | --- | --- | --- | --- | --- | --- | --- | --- | --- | --- | --- | --- | --- | --- | --- | --- | --- | --- | --- | --- | --- |
| Positie: | 40 | 27 | 17 | 14 | 18 | 19 | 17 | 20 | 22 | 26 | 26 | 30 | 38 | uit | 40 | 23 | 21 | 29 | 33 | 37 | uit |

### NPO Radio 2 Top 2000
| Nummer met noteringen in de NPO Radio 2 Top 2000 | '99  | '00 | '01  | '02 | '03  | '04 | '05 | '06  | '07 | '08 | '09 | '10  |
| ------------------------------------------------ | ---- | --- | ---- | --- | ---- | --- | --- | ---- | --- | --- | --- | ---- |
| Spanish Eyes                                     | 1052 | -   | 1030 | 820 | 1105 | 889 | 881 | 1088 | 601 | 825 | -   | 1648 |

1. ↑  Een '-' betekent dat het nummer niet was genoteerd en een vetgedrukt getal geeft de hoogste notering aan.
2. ↑  Deze tabel is bijgewerkt tot en met de meest recente editie (2024).

### Evergreen Top 1000
| Evergreen Top 1000 Spanish Eyes | Evergreen Top 1000 Spanish Eyes | Evergreen Top 1000 Spanish Eyes | Evergreen Top 1000 Spanish Eyes | Evergreen Top 1000 Spanish Eyes | Evergreen Top 1000 Spanish Eyes | Evergreen Top 1000 Spanish Eyes | Evergreen Top 1000 Spanish Eyes | Evergreen Top 1000 Spanish Eyes | Evergreen Top 1000 Spanish Eyes | Evergreen Top 1000 Spanish Eyes | Evergreen Top 1000 Spanish Eyes | Evergreen Top 1000 Spanish Eyes | Evergreen Top 1000 Spanish Eyes | Evergreen Top 1000 Spanish Eyes | Evergreen Top 1000 Spanish Eyes |
| Jaar                            | 2008                            | 2009                            | 2010                            | 2011                            | 2012                            | 2013                            | 2014                            | 2015                            | 2016                            | 2017                            | 2018                            | 2019                            | 2020                            | 2021                            | 2022                            |
| ------------------------------- | ------------------------------- | ------------------------------- | ------------------------------- | ------------------------------- | ------------------------------- | ------------------------------- | ------------------------------- | ------------------------------- | ------------------------------- | ------------------------------- | ------------------------------- | ------------------------------- | ------------------------------- | ------------------------------- | ------------------------------- |
| Positie                         | 195                             | 4                               | 64                              | 6                               | 6                               | 230                             | 122                             | 122                             | 208                             | 284                             | 340                             | 544                             | 639                             | 771                             | 754                             |